# Кравець Володимир Сергійович
Володимир Кравець (31 травня 1981, Красноармійськ) — український боксер-професіонал, учасник Олімпійських ігор 2004 у легкій ваговій категорії, чемпіон у першій напівсередній вазі за версією IBC, чемпіон Європи за версією EBU European External.